# Le Matelas épileptique

Le Matelas épileptique est un film français réalisé par Alice Guy en 1906.

## Synopsis
Le matelas s’est vraiment trop tassé, il est temps de le faire refaire ! Heureusement, une cardeuse s’est installée non loin de là, appelons-la.

L’ouvrière commence son travail mais elle s’accorde bientôt une pause au café du coin. Pendant son absence, un ivrogne s’approche du matelas en réparation et le prenant pour un lit douillet, s’installe pour cuver confortablement.

La cardeuse reprend sa besogne et coud sans s’en apercevoir le poivrot à l’intérieur. Bien des péripéties s’ensuivront : le matelas ne se laisse pas transporter aussi aisément que cela. Tout d’abord, il est bien lourd et ensuite pris parfois de convulsions, il a tendance à s’échapper pour rouler au bas d’une pente, sauter par-dessus la rambarde d’un pont pour se retrouver pris sous les roues d’une automobile et finir avec sa porteuse au fond d’un trou mal signalé sur le trottoir. Les ouvriers de la voirie ont d’ailleurs du mal à les en extraire.

Toutes ces mésaventures ont retardé la livraison du matelas et ses propriétaires sont déjà en tenue de nuit : comme on fait son lit, on se couche ! 

Tout rentre enfin dans l’ordre mais pour peu de temps : à peine allongé dans son lit, le couple en est aussitôt expulsé par le matelas récalcitrant. N’en pouvant mais, ils décident de s’en débarrasser en le jetant par la fenêtre. Le matelas tombe sur la cardeuse qui discutait avec la concierge de l’immeuble.

Devant l’agitation continue du matelas, la cardeuse décide de l’ouvrir et en extrait l’ivrogne dégrisé qui la prend à partie. La maréchaussée intervient pour rétablir l’ordre et le matelas éventré rejoint enfin ses propriétaires.

## Analyse
La trame de cette histoire se retrouve dans le film de Georges Méliès La Cardeuse de matelas. La principale innovation étant ici que le film d’Alice Guy est tourné en extérieurs. 

## Fiche technique
- Titre : Le Matelas épileptique ou Le Matelas alcoolique
- Réalisation : Alice Guy
- Société de production : Société L. Gaumont et compagnie
- Pays d'origine :  France
- Genre :  Saynète humoristique
- Durée : 9 minutes
- Date de sortie : 1906
- Licence : Domaine public

## Autour du film
Hormis les scènes dans la chambre des clients de la cardeuse, le film est essentiellement tourné en extérieurs.
Les murs de la chambre sont ornés du « G » à la marguerite en guise de copyright.